# 克里斯·柯格蘭
克里斯多夫·柯格蘭（Christopher B. Coghlan，1985年6月18日—）出生於美國佛羅里達州棕櫚港，是美國職棒大聯盟佛羅里達馬林魚的外野手。是間接讓日籍好手岩村明憲和韓籍姜正浩受傷的人！

## 棒球生涯
柯格蘭原本在2003年大聯盟選秀大會上被亞利桑那響尾蛇在第18輪選中，但他並沒有和球隊簽約，而是選擇進入密西西比大學。三年後他被佛羅里達馬林魚在第一輪36順位選中，這次他和球隊簽約。
柯格蘭從新人等級的灣岸馬林魚起步，小聯盟期間他從原先大學時期的三壘位置移防至二壘，登上大聯盟後則移防至左外野。
2009年5月8日柯格蘭完成了他在大聯盟的首次亮相。在他的首個大聯盟賽季中，柯格蘭表現十分出色。8月份他一共擊出47支安打，是自1998年8月陶德·希爾頓擊出45支安打以來在8月擊出最多安打的新人。他還連續8場擊出兩支以上的安打，創造了球隊的紀錄。因此他獲得了8月國聯最佳新秀的榮譽。緊接著在9月和10月他又擊出50支安打，成為歷史上首位連續兩個月擊出47支以上安打的新人。全明星賽後柯格蘭以3成72的打擊率、113支安打領先全大聯盟。整個賽季他的打擊率達到了3成21，排名國聯第六，新人第一。憑借著出色的表現柯格蘭獲得了該年國聯最佳新人獎的榮譽。

## 外部鏈接
- 球員資訊和成績在MLB，ESPN，Baseball-Reference，Fangraphs，The Baseball Cube（英文）

| 奖项与成就           | 奖项与成就                | 奖项与成就         |
| -------------------- | ------------------------- | ------------------ |
| 前任： 吉奧凡尼·索托 | 國聯年度最佳新人獎 2009年 | 繼任： 巴斯特·波西 |